# Асановский сельский округ
Асановский сельский округ (каз. Асанов ауылдық округі) — административная единица в составе Кызылжарского района Северо-Казахстанской области Казахстана. Административный центр — село Асаново. Аким сельского округа — Казеев Серкбай Кабешевич.
Население — 1944 человека (2009, 2423 в 1999, 2856 в 1989).

## Образование
В округе функционирует школа, мини-центр для детей дошкольного возраста с полным днем пребывания. При школе имеется библиотека, работают кружки, спортивные секции.
Для досуговой занятости разработан график работы спортзала с населением, в вечернее время проходят секции волейбола, каратэ, настольного тенниса. В округе работает Совет ветеранов.

## Здравоохранение
В округе работает фельшерско-акушерский пункт, 3 медицинских пункта, аптека.

## Экономика
В сельском округе крупными сельхозтоваропроизводителями являются ТОО «Аби-Жер», ТОО «Адель Кус». Наряду с ними агропромышленный комплекс сельского округа представлен 4 крестьянскими хозяйствами. На территории сельского округа действуют 9 магазинов, реализующие товары народного потребления.
Имеются две водонапорные башни в селе Асаново, в селе Михайловка. В селах Плоское и Толмачевка вода привозная. В селе Малое Белое установлена колонка.

## Состав
Село Исаковка было ликвидировано в 26 сентября 2002 года.
В состав округа входят такие населенные пункты:
| Населенный пункт  | Население, человек (1989) | Население, человек (1999) | Население, человек (2009) |
| ----------------- | ------------------------- | ------------------------- | ------------------------- |
| Асаново, село     | 1901                      | 1549                      | 1386                      |
| Исаковка, село    | 20                        | -                         | -                         |
| Малое Белое, село | 95                        | 80                        | 61                        |
| Михайловка, село  | 140                       | 131                       | 104                       |
| Плоское, село     | 500                       | 460                       | 240                       |
| Толмачевка, село  | 200                       | 203                       | 153                       |